# Valdemarsviks kommun
För andra betydelser, se Valdemarsvik (olika betydelser).
Valdemarsviks kommun är en kommun i Östergötlands län ingående i landskapen Östergötland och Småland. Centralort är Valdemarsvik.
Skogs- och skärgårdskommunen Valdemarsvik är genomgående kuperad. Exkluderat den offentliga sektorn dominerades näringslivet i början av 2020-talet av verkstadsteknisk industri och servicenäringar. 
Sedan 1980-talet har befolkningstrenden varit negativ, men varit stabil under 2010-talet. Sommartid tredubblats befolkningen.

## Administrativ historik
Kommunens område motsvarar socknarna: Gryt och Ringarum i Östergötland samt Tryserum och Östra Ed i Småland. I dessa socknar bildades vid kommunreformen 1862 landskommuner med motsvarande namn. 
Valdemarsviks köping bildades 1914 genom en utbrytning ur Ringarums landskommun.
Vid kommunreformen 1952 bildades storkommunen Tjust-Ed (av Tryserum, Västra Ed och Östra Ed) medan Gryts och Ringarums landskommuner samt Valdemarsviks köping förblev oförändrade.
Valdemarsviks kommun bildades vid kommunreformen 1971 av Valdemarsviks köping, Gryts och Ringarums landskommuner samt delar ur Tjust-Eds landskommun (Tryserums och Östra Eds församlingar) i Småland, vilka samtidigt administrativt överfördes från Kalmar län till Östergötlands län.
Kommunen ingår sedan bildandet i Norrköpings domsaga.

## Geografi
Kommunen ligger vid Östersjökusten i den östra delen av Östergötland och med en del (Tryserums distrikt och Östra Eds distrikt) i landskapet Småland. Den gränsar i norr till Söderköpings kommun, i väster till Åtvidabergs kommun och i söder till Västerviks kommun.

### Topografi och hydrografi
Skogs- och skärgårdskommunen Valdemarsvik är genomgående kuperat. Dalgångar och vikar som exempelvis Valdemarsviken och sjöar så som Ken, Strolången och Yxningen, följer efter urbergsberggrundens nordväst–sydöstliga sprickriktning. Dessa sjöar har en örik  insjöskärgård, varav många öar inkluderas I kommunens areal. Höjderna täcks av morän medan dalgångarna utgörs av uppodlade jordar. De inre delarna av Gryts och norra Tjusts skärgård består främst av barrskog som är uppblandad med lövskog, primärt ek.  Längre ut i skärgårdarna övergår landskapet i björkskog och hällmarkstallskog samt kalspolade hällar och skär. Bland de mest kända öarna återfinns Harstena, Ämtö och Häradskär. Södra delen av Valdemarsviks kommun (Östra Eds och Tryserums socknar) ingår i Tjustbygden och ligger i Småland.

### Naturskydd
År 2022 fanns 24 naturreservat i Valdemarsviks kommun, varav nio även var klassade som Natura 2000-områden. År 2007 bildades Östergötlands första marina naturreservat, Kvädöfjärden. Området är beläget i skärgården och är ett så kallat referensområde för miljöövervakning av fisk och miljögifter. I reservatet fanns 35 fiskarter samt 52 olika undervattensväxter, så som  blåstång, ålgräs och kransalger. I Valdemarsviken finns Ormö naturreservat som utgörs av öarna Ormö och Lillö. Även Stjärnö naturreservat är belägen i Valdemarsviken.

### Administrativ indelning
Fram till 2016 var kommunen för befolkningsrapportering indelad i 
Ringarums församling och 
Valdemarsviks församling.

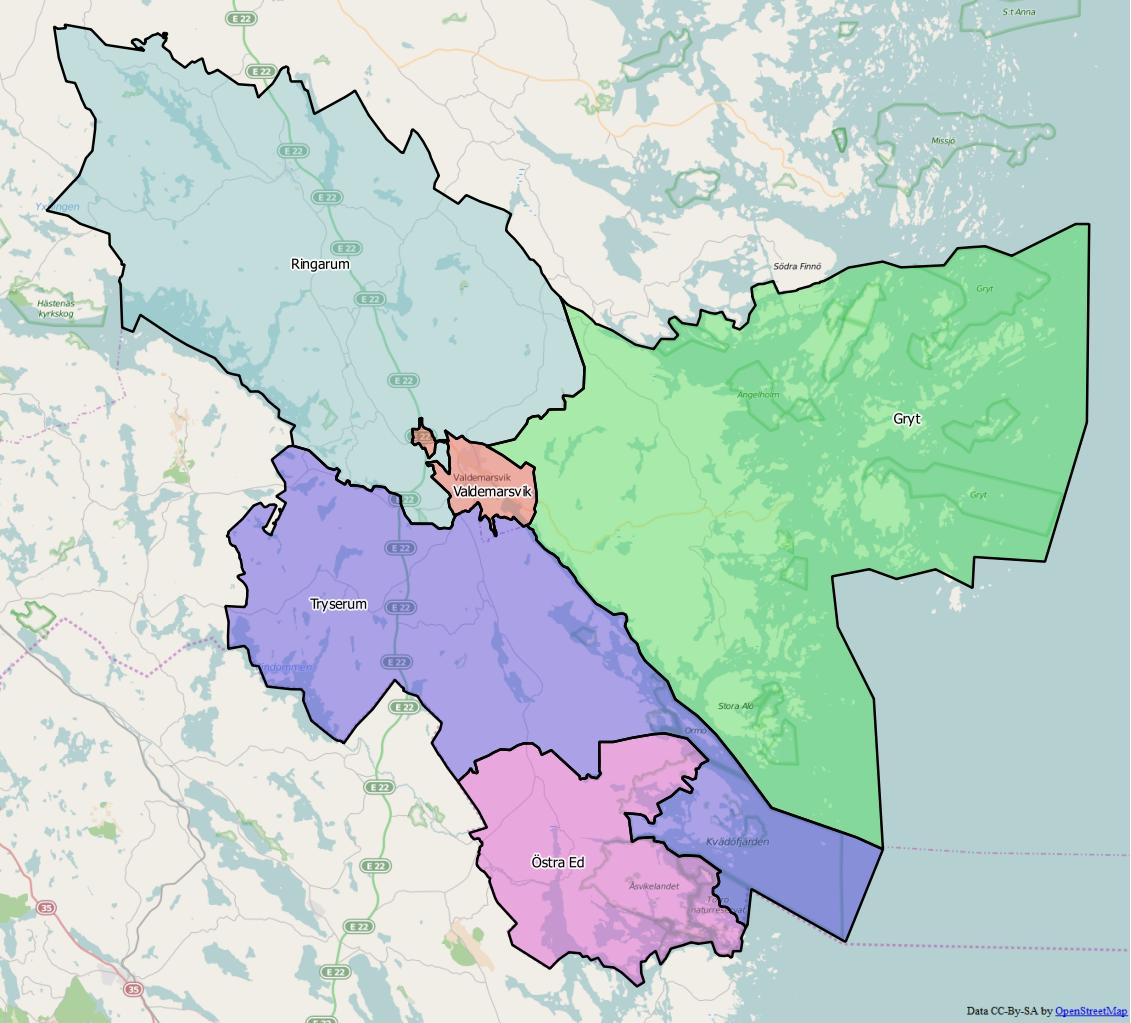
Distrikt inom Valdemarsviks kommun

Från 2016 indelas kommunen istället i fem distrikt – Gryt, Ringarum, Tryserum, Valdemarsvik och Östra Ed. 

### Tätorter
| Nr | Tätort       | Befolkning 2015 |
| -- | ------------ | --------------- |
| 1  | Valdemarsvik | 2 685           |
| 2  | Gusum        | 1 149           |
| 3  | Ringarum     | 605             |
| 4  | Gryt         | 333             |

## Styre och politik

### Styre
Efter valet 2014 bildades en majoritetskoalition mellan Socialdemokraterna, Nybyggarpartiet, Vänsterpartiet och Miljöpartiet. De fortsatte då ett samarbete som hade pågått sedan 2011.
Mandatperioden 2018 till 2022 styrdes kommunen av en majoritetskoalition bestående av Socialdemokraterna, Centerpartiet och Vänsterpartiet.
Efter valet 2022 bildades en ny majoritetskoalition mellan Moderaterna, Sverigedemokraterna, Landsbygdspartiet oberoende och Kristdemokraterna. Till kommunstyrelsens ordförande utsågs Per Hollertz (M). Under hösten 2023 lämnade fyra av LPo:s fem ledamöter partiet efter interna meningsskiljaktigheter och blev politiska vildar. Alla fyra lovade dock att fortsatt stödja styret.

### Kommunfullmäktige

#### Presidium
| Presidium 2022–2026    | Presidium 2022–2026 | Presidium 2022–2026 |
| ---------------------- | ------------------- | ------------------- |
| Ordförande             | SD                  | Göran Hargestam     |
| Förste vice ordförande | M                   | Anders Jonsson      |
| Andre vice ordförande  | S                   | Örjan Carlsson      |

#### Mandatfördelning 1970–2022
|  | 22 | 2 | 14 | 4 |  | 5 |

| 45 |

|  | 23 | 2 | 15 | 2 |  | 5 |

| 40 | 9 |

|  | 23 |  | 14 | 3 |  | 6 |

| 37 | 12 |

| 2 | 23 | 12 | 3 |  | 8 |

| 39 | 10 |

| 3 | 21 | 12 | 2 |  | 10 |

| 37 | 12 |

| 3 | 21 | 11 | 4 |  | 9 |

| 36 | 13 |

| 2 | 17 |  | 2 | 11 | 2 |  | 5 |

| 29 | 12 |

| 17 | 2 | 10 | 2 | 2 | 8 |

| 22 | 19 |

| 20 | 12 |  |  | 7 |

| 22 | 19 |

| 2 | 16 | 2 | 12 |  | 2 | 6 |

| 22 | 19 |

| 2 | 18 | 11 | 2 | 3 | 5 |

| 21 | 20 |

| 15 |  | 9 | 2 | 2 | 6 |

| 19 | 16 |

|  | 13 |  |  | 6 | 6 |  |  | 5 |

| 19 | 16 |

|  | 13 |  | 3 | 3 |  | 5 |  |  | 6 |

| 22 | 13 |

| 2 | 10 | 5 | 2 | 2 | 6 |  | 7 |

| 21 | 14 |

| 2 | 10 | 5 | 5 | 4 | 2 | 7 |

| 20 | 15 |

### Nämnder

#### Kommunstyrelse
Kommunstyrelsen i Valdemarsviks kommun utgörs av 13 ordinarie ledamöter. Under kommunstyrelsen finns tre utskott: arbetsutskottet, barn- och utbildningsutskottet samt stöd- och omsorgsutskottet.
| Presidium 2022–2026    | Presidium 2022–2026 | Presidium 2022–2026 |
| ---------------------- | ------------------- | ------------------- |
| Ordförande             | M                   | Per Hollertz        |
| Förste vice ordförande | SD                  | Per Hanö            |
| Andre vice ordförande  | S                   | Lars Beckman        |

#### Övriga nämnder
Det finns tre nämnder i kommunen: bygg- och miljönämnden, sociala myndighetsnämnden och valnämnden.
| Nämnder                   | Ordförande | Ordförande      | Vice ordförande | Vice ordförande         | Andre vice ordförande | Andre vice ordförande |
| ------------------------- | ---------- | --------------- | --------------- | ----------------------- | --------------------- | --------------------- |
| Miljö- och byggnämnden    | M          | Anders Jonsson  | SD              | Marcus Törnborg         | S                     | Örjan Karlsson        |
| Valnämnden                | M          | Bernt Janhäger  | C               | Anette Edström Karlsson | S                     | Erik Lundberg         |
| Sociala myndighetsnämnden | M          | Yvonne Janhäger | LPo             | Susanne Hamilton        |                       |                       |

### Valresultat 2022
| Parti                            | Valdistrikt       | Valdistrikt | Kommun  |
| Parti                            | Starkaste         | Andel       | Andel   |
| -------------------------------- | ----------------- | ----------- | ------- |
| S                                | Valdemarsvik 1    | 37,24 %     | 27,42 % |
| M                                | Gryt              | 25,75 %     | 20,64 % |
| SD                               | Ringarum          | 21,06 %     | 15,41 % |
| LPo                              | Tryserum–Östra Ed | 20,52 %     | 13,07 % |
| C                                | Gryt              | 19,01 %     | 11,43 % |
| KD                               | Ringarum          | 8,04 %      | 5,02 %  |
| V                                | Valdemarsvik 1    | 6,13 %      | 4,95 %  |
| L                                | Ringarum          | 1,70 %      | 1,08 %  |
| MP                               | Ringarum          | 1,81 %      | 0,84 %  |
| Data hämtat från Valmyndigheten. |                   |             |         |

Exklusive uppsamlingsdistrikt. Partier som fått mer än en procent av rösterna i minst ett valdistrikt redovisas.

## Ekonomi och infrastruktur

### Näringsliv
Exkluderat den offentliga sektorn dominerades näringslivet i början av 2020-talet av verkstadsteknisk industri och servicenäringar. Den verkstadstekniska industrin var viktig ur sysselsättningssynpunkt, men andelen sysselsatta inom tillverkningsindustrin hade minskat samtidigt som andelen sysselsatta inom service- och tjänstesektorerna ökat. Bland företag inom kommunen märktes verkstadsindustrin Nordic Brass Gusum AB  och balkongtillverkaren RK Teknik i Gusum AB. Kommunen hade också en betydande turistnäring.

### Infrastruktur

#### Transporter

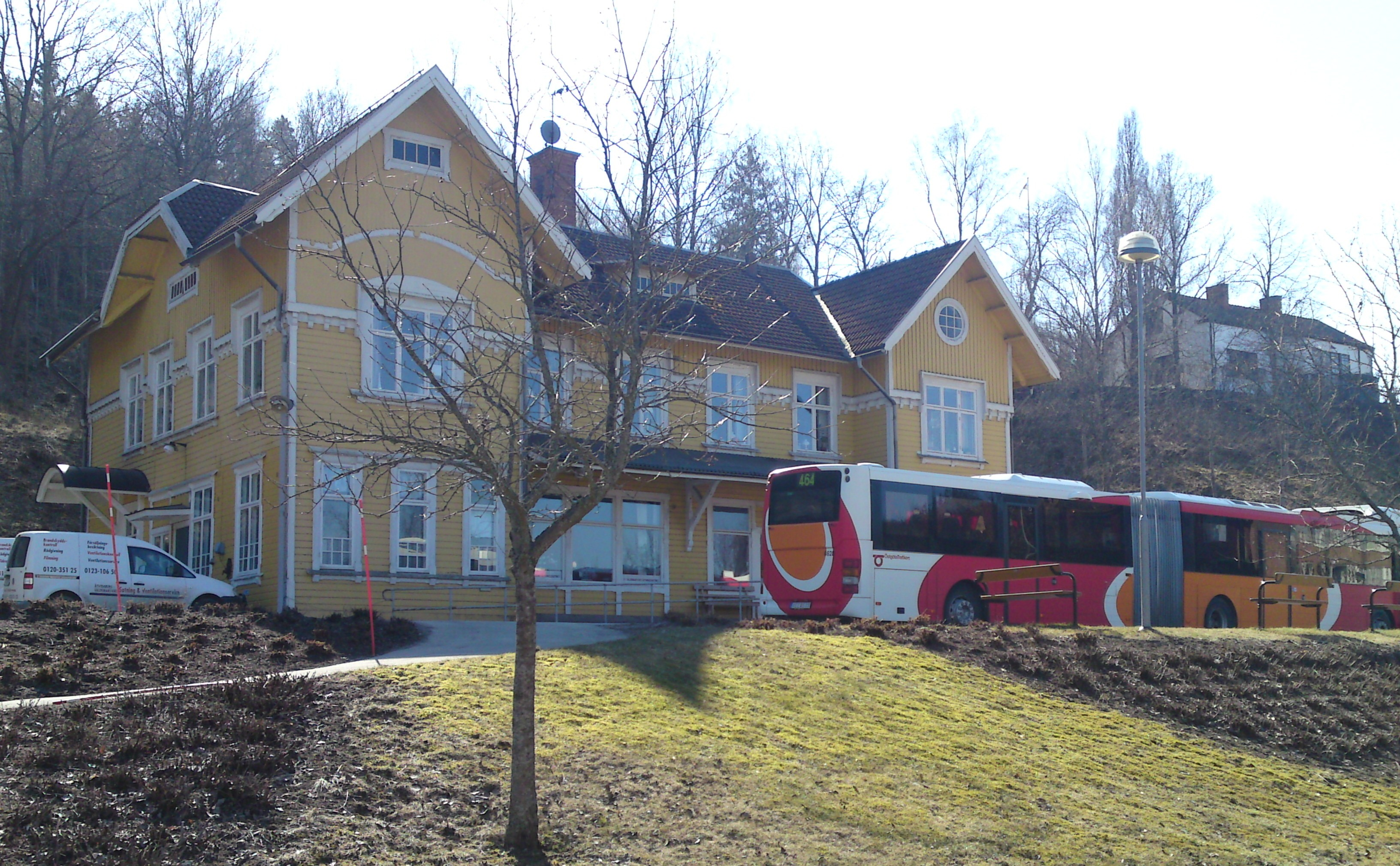
Tidigare stationsbyggnad, ritad av Teodor Folcke 1904.

Europaväg 22 genomkorsar centrala kommunen från söder till norr. Länsväg 212 går från Europaväg 22 genom Valdemarsvik och Gryt i västlig riktning mot skärgården. För transport ut till skärgården finns båtturer i form av linjetrafik och taxibåt.
År 1906 invigdes järnvägen Söderköping - Valdemarsvik. Året innan stod Valdemarsviks stationshus klart. Järnvägen användes fram till 1966.

#### Utbildning
I början av 2020-talet fanns fyra kommunala grundskolor, varav en med högstadie, och en fristående. Den gymnasieskola som då fanns i kommunen drevs av Söderköpings kommun och var belägen i Funkishuset. Utbildningen var inriktad på lärlingsutbildning inom industri, bygg och fordon.
År 2021 var andelen personer i åldersgruppen 25-64 år med minst tre års eftergymnasial utbildning 14 procent, vilket var lägre än genomsnittet för Sverige där motsvarande siffra var 29,6 procent.

#### Sjukvård
I kommunen fanns, i början av 2020-talet, en vårdcentral med en rad specialmottagningar så som diabetesmottagning och vaccinationsmottagning. Vårdcentralen hade också ett tilläggsuppdrag i form av palliativ vård i hemmet. Vårdsituationen i kommunen är starkt påverkad sommartid då befolkningen tredubblas i storlek, vilket leder till ökat tryck på den akuta sjukvården.

## Befolkning

### Befolkningsutveckling
Kommunen har 7 519 invånare (31 mars 2025), vilket placerar den på 245:e plats avseende folkmängd bland Sveriges kommuner.
| Befolkningsutvecklingen i Valdemarsviks kommun 1970–2020 | Befolkningsutvecklingen i Valdemarsviks kommun 1970–2020 | Befolkningsutvecklingen i Valdemarsviks kommun 1970–2020 | Befolkningsutvecklingen i Valdemarsviks kommun 1970–2020 | Befolkningsutvecklingen i Valdemarsviks kommun 1970–2020 |
| -------------------------------------------------------- | -------------------------------------------------------- | -------------------------------------------------------- | -------------------------------------------------------- | -------------------------------------------------------- |
|                                                          |                                                          |                                                          |                                                          |                                                          |
| År                                                       |                                                          |                                                          | Folkmängd                                                |                                                          |
| 1970                                                     | 1970                                                     |                                                          | 9 109                                                    |                                                          |
| 1975                                                     | 1975                                                     |                                                          | 8 864                                                    |                                                          |
| 1980                                                     | 1980                                                     |                                                          | 9 303                                                    |                                                          |
| 1985                                                     | 1985                                                     |                                                          | 8 784                                                    |                                                          |
| 1990                                                     | 1990                                                     |                                                          | 8 804                                                    |                                                          |
| 1995                                                     | 1995                                                     |                                                          | 8 789                                                    |                                                          |
| 2000                                                     | 2000                                                     |                                                          | 8 337                                                    |                                                          |
| 2005                                                     | 2005                                                     |                                                          | 8 122                                                    |                                                          |
| 2010                                                     | 2010                                                     |                                                          | 7 760                                                    |                                                          |
| 2015                                                     | 2015                                                     |                                                          | 7 747                                                    |                                                          |
| 2020                                                     | 2020                                                     |                                                          | 7 737                                                    |                                                          |

## Kultur

### Kulturarv
År 2022 fanns 678 fornlämningar, som hittats i kommunen, registrerade hos Riksantikvarieämbetet. I före detta Tryserums socken finns exempelvis lämningar efter en fornborg och utanför Gryt finns fartygsvrak. En del av fornlämningarna är försedda med informationsskyltar och finns lättillgängliga för besökare.
Samma år, 2022, fanns sex byggnadsminnen i kommunen. En av dessa är Breviksnäs herrgård, med anor från 1600-talet.

### Kommunvapen
Blasonering: I grönt ett ankare, ovan åtföljt av två stolpvis ställda, bjälkvis lagda garvarknivar, allt av silver.
Vapnet fastställdes för Valdemarsviks köping 1947 och registrerades för kommunen i PRV 1978. Ankaret syftar på ortens hamn och knivarna på garverinäringen. Ritat av Maj Ericsson.